# Bratislava-Železná studienka (železniční zastávka)
Bratislava-Železná studienka (do roku 1951 Bratislava-Červený most, do roku 1947 Červený most) je železniční zastávka v Bratislavě u lokality Železná studienka. Zastavuje zde několik spojů ráno a odpoledne,[zdroj?] nenachází se zde prodejna jízdenek. Nachází se u mostu přes údolí Vydrica. Původní most byl obloukový, cihlový a červený. Koncem druhé světové války byl zničen a nahrazen ocelovou konstrukcí. Pilíře podpěry však byly obložené červeným kamenem a tak byl název mostu zachován. Nedaleko mostu se nacházela továrna na výrobu nábojů, která byla spojena s hlavní stanicí 2 km dlouhou lanovkou.